# Giuliano da Maiano

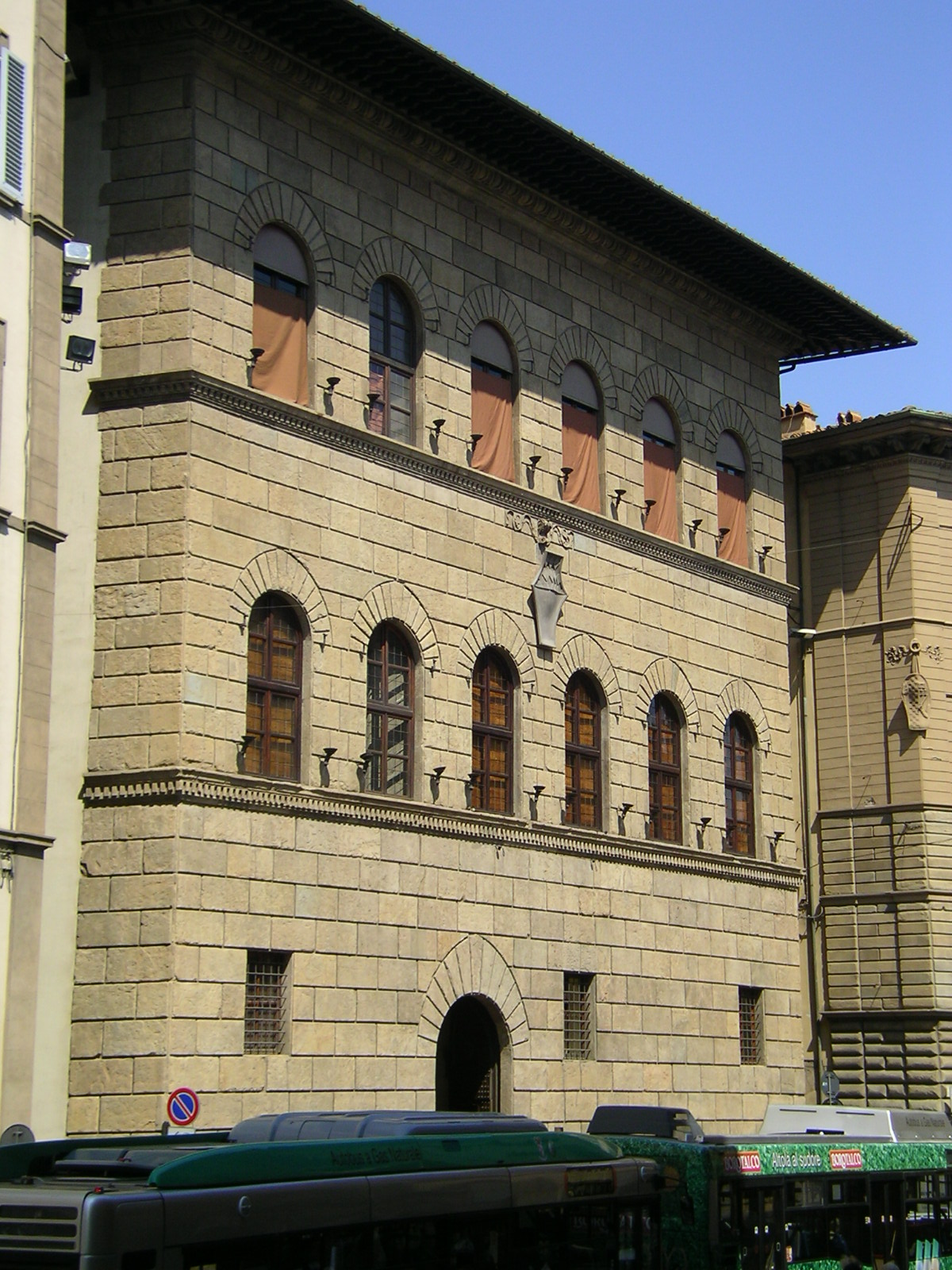
Palazzo Antinori, de Giuliano da Maiano

Giuliano da Maiano (c. 1432 – 1490) va ser un arquitecte, escultor i artesà de mosaics italià. Era germà major de Benedetto da Maiano, amb qui sovint va col·laborar.
Nasqué al poblet de Maiano, prop de Fiesole, on son pare era artesà de la pedra. Aquest, va traslladar-se amb la seua família a Florència, on segons Vasari va regentar un taller de picapedrer, on feia motllures i pedra tallada per a la construcció. Giuliano aviat va donar prova de les seues aptituds, i tot i que son pare havia desitjat fer d'ell un notari, el seu talent per a l'escultura i el dibuix van imposar-se. Els seus primers dissenys van ser per a la marqueteria del terra del vestidor de la Nova Sagristia de la catedral de Florència, feta en col·laboració amb Benedetto entre 1463 i 1465, i on Giuliano va tallar els baixos relleus de fusta, amb putti i garlandes al fris; i obres per al Palazzo Vecchio en col·laboració amb Benedetto, entre les quals cal destacar el sostre en caselles octogonals i el marc de la porta en marbre blanc a la Sala d'Audienza, la marqueteria de la Sala dei Dugento (1472-1477) i la de la Sala del Giglio. L'any 1480, va fer un tabernacle de la Madonna dell'Olivo per a la catedral de Prato, en col·laboració amb els seus germans Benedetto i Giovanni.

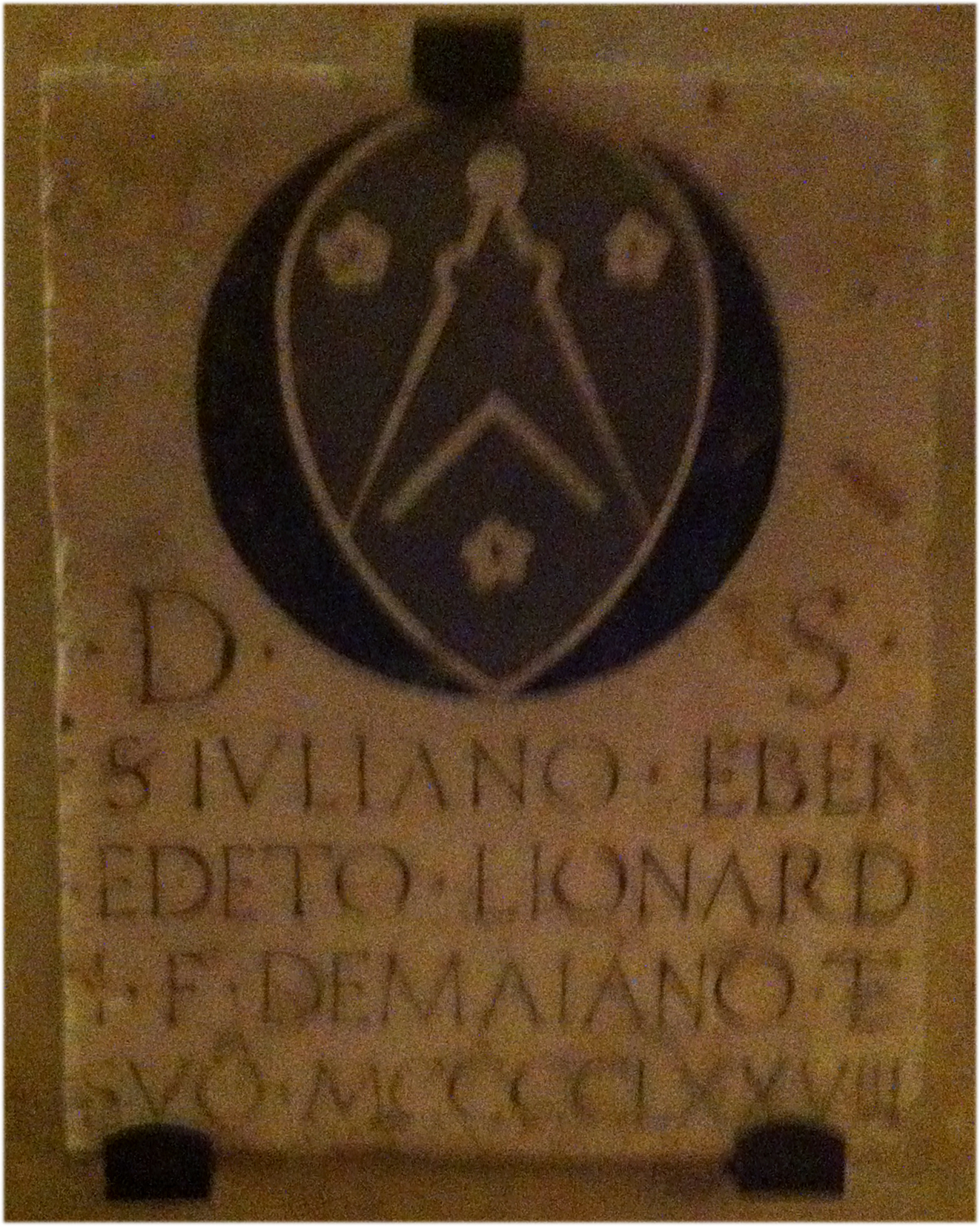
Làpida sepulcral de Giuliano i Benedetto da Maiano (Cripta de Sant Llorenç, Florència)

Va ser pràcticament l'arquitecte de capçalera de la família Pazzi, reconstruint el Palau dels Pazzi (1462–1472), la principal seu de la família, per a Jacopo de' Pazzi. Per als Strozzi, al Palazzo dello Strozzino, va afegir una planta noble (1462-1465) a l'estil del Palau Mèdici-Riccardi, sobre la planta baixa que havia començat Michelozzo. També va fer el Palazzo Antinori. A Siena, va construir el Palazzo Spannocchieschi (c. 1475), en estil florentí, amb una façana delicadament rústica i finestres bessones rematades per arcs i cobertes per un arc cec, tal com s'havia establert a Florència amb el Palazzo Rucellai d'Alberti i el Palazzo Medici-Riccardi de Michelozzo. Entre les dues ciutats, a San Gimignano, Giuliano va ampliar l'església romànica de Santa Maria i la capella de Santa Fina, en col·laboració amb Benedetto. A Arezzo, on Benedetto va construir el pòrtic de Santa Maria delle Grazie, Giuliano va fer el claustre de l'abadia. L'abadia de Fiesole va influir sobre el disseny de la brunelesca església de Santa Maria del Sasso, als afores de Bibbiena, construïda entre 1486 i 1487, als arxius de la qual es conserven les factures que els artesans presentaven a Giuliano perquè n'autoritzara el pagament. Els monjos de Sant Marc n'eren els encarregats, però el patró era un Mèdici, i els escuts d'armes de la família van ser-hi pintats a mesura que n'avançava la construcció; sense cap dubte, va ser Llorenç el Magnífic qui va pagar-ne les despeses. La roca de la qual rep el nom l'església (sasso significa 'roca'), lloc d'una aparició de la Mare de Déu, aflora des del terra al creuer, on un baldaquí amb una delicada volta identifica i protegeix el lloc sagrat.
La seua àmplia reputació el va fer mereixedor de comandes a Roma, Loreto (Santa Casa de Loreto), Faenza (a la catedral, 1474-1486), a Recanati, on Lorenzo el va enviar a construir el Palazzo Venier per al cardenal Anton Giacomo Venier, i en altres localitats de les Marques. Sobretot, a partir de 1487 va treballar a Nàpols, on Alfons, aleshores duc de Calàbria, li va encarregar treballs a la vil·la de Poggio Reale (1487-1488, enderrocada). Giuliano va erigir porta Capuana, de marbre, flanquejada per les pròximes torres cilíndriques del castell. Té la forma d'un arc de triomf amb columnes corínties i un elaborat programa escultòric. A la Gran Sala del castell, va tallar els baixos relleus sobre les portes, tant a la part interior com exterior (Vasari).
Va morir a Nàpols l'any 1490, i el mateix Alfons va pagar les despeses del funeral.